# Mercredi ! À la Java ! Mathieu Boogaerts !
Albums de Mathieu Boogaerts
I Love You Mathieu Boogaerts
Mercredi ! A la Java ! Mathieu Boogaerts ! est le deuxième enregistrement public officiel de Mathieu Boogaerts, sorti le lundi 29 novembre 2010.
Le matériau de cet album live a été enregistré à l'occasion de rendez-vous réguliers qui ont eu lieu le mercredi au club "La Java" (Paris), de septembre 2009 à juin 2010. Dans un style plus dépouillé que lors des sessions où avait été enregistré le matériau de son précédent album live, Mathieu Boogaerts choisit cette fois de présenter ses chansons réorchestrées pour le duo qu'il forme cette fois avec son fidèle complice Zaf Zapha.
Les nouvelles chansons issues de I Love You ont la part belle et alternent (pour la plupart) avec les titres des albums précédents. Le dernier titre, C'est lundi, est une reprise de Jessé Garon'.
Différents groupes et artistes ont fait la première partie de ces sessions, tels que Holden, JP Nataf, Vic Moan, Antoine Loyer ou encore Flóp. Et le dernier concert, quelques artistes de la première partie ont été invités à participer (chanter ou accompagner avec leur instrument) à des reprises classiques françaises et anglophones avec Mathieu Boogaerts et Zaf Zapha.

## Musiciens
- Guitare et chant : Mathieu Boogaerts
- Basse et chœurs : Zaf Zapha

## Titres
| No  | Titre                                 | Durée |
| --- | ------------------------------------- | ----- |
| 1.  | Intro                                 | 0:40  |
| 2.  | Come to me                            | 2:41  |
| 3.  | L'Espace                              | 3:29  |
| 4.  | Fais gaffe                            | 2:57  |
| 5.  | Attention                             | 3:10  |
| 6.  | Corinne                               | 2:28  |
| 7.  | Chape de béton                        | 3:14  |
| 8.  | Dommage                               | 2:52  |
| 9.  | Jambe                                 | 2:28  |
| 10. | Le Ciment                             | 3:23  |
| 11. | All I wanna do                        | 4:20  |
| 12. | Bel et bien là                        | 2:57  |
| 13. | Appelez les pompiers                  | 2:33  |
| 14. | Bandit                                | 4:14  |
| 15. | Siliguri                              | 3:29  |
| 16. | C'est lundi (reprise de Jessé Garon') | 3:02  |